# Мичелл, Эдит

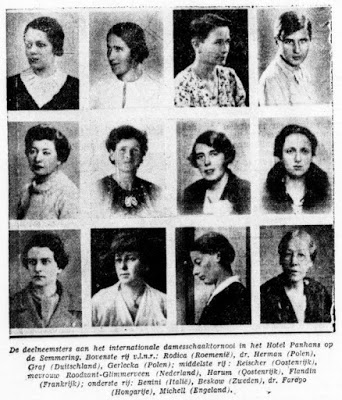
Участницы женского международного турнира в Земмеринге (1936 г.). Верхний ряд (слева направо): Р. Луция, Р. М. Германова, С. Граф, Р. Герлецкая. Средний ряд (слева направо): С. Райшер, К. Родзант, Г. Харум, М. Фланден. Нижний ряд (слева направо): К. Бенини, К. Бесков, К. Фараго, Э. Мичелл.

Эдит Мэри Энн Мичелл (англ. Edith Mary Ann Michell, ур. Тэпселл (англ. Tapsell); июль, 1872, Кройдон — 18 октября, 1951, Бексхилл-он-Си) — английская шахматистка, участница чемпионатов мира по шахматам среди женщин (1927,1933), многократная чемпионка Великобритании по шахматам среди женщин.

## Биография
В начале своей шахматной карьере дважды побеждала на чемпионате шахматного клуба Редхилла (1906, 1909). В 1924 году в итальянском городе Мерано заняла 4-е место на неофициальном чемпионате Европы по шахматам среди женщин. Три раза побеждала на чемпионатах Великобритании по шахматам среди женщин (1931, 1932, 1935).
Два раза участвовала в турнирах за звание чемпионки мира по шахматам. Поделила 4—5-e место с Эдит Холлоуэй в 1927 году в Лондоне и была четвертой в 1933 году в Фолкстоне (в обоих чемпионатах победила Вера Менчик).
Была замужем за английским шахматным мастером Реджиналдом Прайсом Мичеллом (1873—1938).